# Емохонов, Николай Павлович
Николай Павлович Емохонов (30 апреля 1921, Кузнецк, (ныне Пензенской области) — 14 марта 2014, Москва) — советский деятель органов государственной безопасности. Первый заместитель Председателя КГБ СССР (4 февраля 1984 — 8 августа 1990), генерал армии (1985). Член ЦК КПСС (1986—1990). Лауреат Ленинской и Государственной премии.

## Детство, юность, начало военной службы
Родился в городе Кузнецке в семье рабочего (отец — сапожник, мать — врач), русский. В 1938 году окончил с отличием среднюю школу и поступил в Ленинградский институт инженеров водного транспорта. В ноябре 1939 года призван в Красную Армию. Сначала служил в Ленинграде красноармейцем в запасном стрелковом полку. В январе 1940 года направлен на учёбу на курсы радиосвязи в Пскове, затем в июле того же года — в школу младших командиров связи. С ноября 1940 года служил начальником радиостанции в батальоне связи в Западном Особом военном округе.

## Великая Отечественная война
В боях Великой Отечественной войны с 23 июня 1941 года, воевал на Западном фронте. Участвовал в оборонительных операциях в Белоруссии, в Смоленском оборонительном сражении, в Тульской оборонительной операции. С 1942 года — начальник фронтовой радиостанции 219-го отдельного батальона связи, ему было присвоено офицерское звание младший лейтенант. Начальником радиостанции в составе 106-го отдельного полка связи Западного фронта 1943 году участвовал в Курской битве, за отличия повышен в звании до лейтенанта. С начала 1944 года до конца войны — начальник группы ближней разведки средствами радиосвязи 106-го отдельного полка связи 61-й армии 1-го Белорусского фронта. В его задачи входило прослушивание радиопереговоров противника, в том числе с участием немецких перебежчиков и пленных, выявление новых радиостанций и отслеживания перемещений ранее выявленных, расшифровка радиопереговоров и выявление военных объектов противника (штабы, склады, позиции артиллерии, скопления войск и т.д.) для их последующего уничтожения. Участвовал в Белорусской, Прибалтийской, Висло-Одерской и Берлинской наступательных операциях.
За годы войны награждён двумя орденами Отечественной войны и медалью «За боевые заслуги».

## Научно-исследовательская деятельность
После войны продолжил службу в войсках связи. Член ВКП(б) с 1947 года. В 1948—1952 годах учился на радиолокационном факультете Военной академии связи имени С. М. Буденного. После окончания академии с 1952 года служил в Центральном НИИ-108 (затем — Научно-исследовательский институт связи Министерства обороны). Был младшим научным сотрудником, старшим научным сотрудником, начальником лаборатории, начальником отдела, начальником сектора, главным инженером.
С 1959 года — директор филиала института. В 1962 году этот филиал был выделен в самостоятельный Центральный научно-исследовательский радиотехнический институт Министерства обороны СССР. Основной задачей института была разработка новых средств радиоэлектронной борьбы, создание индивидуальных средств бортовой радиоэлектронной защиты и бортовых станций помех истребителей и бомбардировщиков, комплекс борьбы с радиолокационными средствами наведения межконтинентальных ракет. Являлся Главным конструктором комплекса помеховой аппаратуры «Сирень». Один из первых разработчиков теоретических и практических основ создания средств радиоэлектронного противодействия.

## В органах КГБ СССР
В 1968 году генерал-майор Емохонов был переведён в КГБ СССР, где назначен начальником 8-го Главного управления. С июля 1971 года одновременно — заместитель Председателя КГБ СССР. В 1971—1990 годах — председатель Научно-технического совета КГБ СССР. Руководил разработкой специальных средств для нужд государственной безопасности. С февраля 1984 года — первый заместитель Председателя КГБ СССР. Воинское звание генерал армии присвоено указом Президиума Верховного Совета СССР от 10 апреля 1985 года.
С августа 1990 года — в Группе генеральных инспекторов Министерства обороны СССР. С 1992 года — в отставке. Жил в Москве.
Депутат Совета Национальностей Верховного Совета СССР 11 созыва (1984—1989) от Карельской АССР. Депутат Московского городского совета народных депутатов. Член ЦК КПСС в 1986—1990 годах.

## На пенсии
30 апреля 2011 года президент России Д. А. Медведев направил Н. П. Емохонову поздравительную телеграмму по случаю его 90-летия, в которой, в частности, говорится:
Вы прошли дорогами Великой Отечественной, участвовали в Курской битве, взятии Берлина и многих других ключевых военных операциях. За проявленный героизм и мужество были не раз удостоены высоких государственных наград, а после войны продолжили службу в Вооружённых Силах и органах государственной безопасности, многое сделали для повышения обороноспособности и защиты интересов Родины. — 
Умер 14 марта 2014 года.  Похоронен на Троекуровском кладбище рядом с женой.

## Воинские звания
- младший лейтенант (1942)
- лейтенант (1943)
- старший лейтенант (1944)
- капитан (1945)
- майор
- подполковник
- полковник
- генерал-майор инженерно-технической службы (1967)
- генерал-майор-инженер (20.12.1971)
- генерал-лейтенант-инженер (17.12.1973)
- генерал-полковник-инженер (11.12.1978)
- генерал-полковник (26.04.1984)
- генерал армии (10.04.1985)

## Награды и звания
- Два ордена Ленина.
- Орден Октябрьской Революции.
- Орден Красного Знамени.
- Два ордена Отечественной войны 1-й степени (29.05.1945, 11.03.1985).
- Орден Отечественной войны 2-й степени (29.12.1944).
- Орден Трудового Красного Знамени.
- Орден Красной Звезды (5.11.1954).
- 23 медали СССР и России, в том числе две медали «За боевые заслуги» (24.07.1942, 15.11.1950)
- Иностранные ордена (10) и медали (13).
- Ленинская премия СССР (1976).
- Государственная премия СССР (1972).
- доктор технических наук (1981).
- Почетный член Академии криптографии Российской Федерации.
- Почетный гражданин земли Мазовецкой (ПНР).